# Эссер, Ирен
Ирене София Эссер Кинтеро (исп. Irene Sofía Esser Quintero) — венесуэльская модель, победительница конкурса «Мисс Венесуэла» в 2011 году. Она представляла Венесуэлу на конкурсе «Мисс Вселенная 2012» и стала второй вице-мисс.

## Биография
Родилась в Пуэрто-Ордас, но с раннего детства училась и жила в городе Рио-Карибо, штат Сукре (Венесуэла). Её отец, Билли Эссер Бонта, крупный предприниматель, торгующий какао, владелец основанной в 1997 году плантации Асиенда Букаре. После окончания средней школы «Don Andres Bello» в Карупано она переехала в Англию, где прослушала курс лекций в колледже искусств и технологии Шрусбери.

## Мисс Венесуэла 2011
Эссер чей рост 179, победила в конкурсе Мисс Сукре, опередив 24 претендентки. А далее она победила на национальном конкурсе Мисс Венесуэла, 15 октября 2011 в Каракасе, Она получила премию Мисс Элегантность и стала третьей Мисс Венесуэла от штата Сукре, после чего удостоилась права представить страну на конкурсе Мисс Вселенная 2012.

## Мисс Вселенная 2012
Эссер представила Венесуэлу на конкурсе Мисс Вселенная 2012 19 декабря, 2012, в Лас-Вегасе, Невада, США, где стала 2-й вице-мисс после Жанин Тугонон (Филиппины). Она была одной из фавориток конкурса и могла выиграть конкурс. Тем не менее, она дрогнула во время заключительного раунда вопросов и заняла третье место. Она превзошла по результатам двух предыдущих мисс Венесуэла Марелису Гибсон (занявшую 2 место) и Ванессу Гонсалвес (вошедшую в Top 16).
На вопрос судьи Диего Бонета «Если бы вы могли принять новый закон, что бы вы сделали и почему?», Эссер ответила:

Я думаю, что любые законы, существующие в Конституции или в жизни, уже приняты. Я думаю, что мы должны иметь прямой путь в нашей жизни. Например, я серфер, и я думаю, что лучшая волна, которую я могу принять, это волна, которую я жду. Поэтому, пожалуйста, сделайте это нашим единственным законом, который мы можем изменить. Спасибо, Вегас!

## Фильмография
В 2013, Ирен снялась в Венесуэльской теленовелле Corazón Esmeralda вместе с актёром Луисом Джеронимо Абре (Luis Gerónimo Abreu).
| Год  | Название          | Роль                           | Также        |
| ---- | ----------------- | ------------------------------ | ------------ |
| 2014 | Corazón esmeralda | Беатрис Елена Бертран          | Главная роль |
| 2015 | Piel salvaje      | Камила Эспино / Изабель Бланко | Главная роль |